# János Rózsa
János Rózsa (Budapest, 19 ottobre 1937) è un regista, produttore cinematografico e montatore ungherese.

## Filmografia

### Regista
- A tér (1961)
- Igaz-e? (1963)
- Gyerekbetegségek, co-regia di Ferenc Kardos (1966)
- Bübájosok (1970)
- Tanítókisasszonyok (1971)
- Csudavilág (1972)
- Botütés saját kérésre (1972)
- Álmodó ifjúság (1974)
- Pókfoci (1977)
- Csatatér (1978)
- Hajnal Gabriella portré (1978)
- A trombitás (1979)
- Vasárnapi szülök (1980)
- Kabala (1982)
- Boszorkányszombat (1984)
- Csók, Anyu! (1987)
- Ismeretlen ismerös (1989)
- Félálom (1991)
- Jó éjt királyfi (1994)

### Montatore
- Te
- Il padre (1966)
- Ünnepnapok
- Egy örült éjszaka
- Petöfi '73, regia di Ferenc Kardos (1973)
- Via dei pompieri n. 25 (Tuzolto utca 25), regia di István Szabó (1973)
- Holnap lesz fácán, regia di Sándor Sára (1974)
- Hajdúk
- Racconti di Budapest (Budapesti mesék), regia di István Szabó (1977)
- Könyörtelen idök

### Sceneggiatore
- Gyerekbetegségek, regia di Ferenc Kardos e János Rózsa (1966)